# Черчилль, Дженни
Дженни Черчилль, леди Рэндольф Черчилль, урожденная Дженни (Дженет) Джером (9 января 1854, Нью-Йорк — 9 июня 1921, Лондон) — дочь американского финансиста, супруга младшего сына герцога Мальборо Рэндольфа Черчилля, мать сэра Уинстона Черчилля.

## Биография

### Происхождение
Дженни Джером родилась в Помпеях, штат Нью-Йорк. Она была второй из четырёх дочерей финансиста, биржевого спекулянта и спортсмена Леонарда Джерома и его супруги Клариссы Холл, дочери землевладельца Амбруаза Холла. Неподтвержденная легенда гласит, что Леонард, любивший оперу, назвал дочь в честь шведского сопрано Дженни Линд, с которой у него предположительно был роман (последний факт весьма спорен, так как певица отличалась высокоморальной личной жизнью, и нет никаких свидетельств о том, что они с Леонардом были вообще знакомы). Леонард Джером был человеком, любившим развлечения — именно он основал Американский Жокейский клуб, кроме того, он владел частью акций The New York Times и Тихоокеанской почтовой пароходной компании, имел на Мэдисон Авеню театр. Заложенные им Джером-Авеню и Джером-Парк в Бронксе до сих пор существуют. Помимо Линд ему приписывают (более доказуемо) отношения с другими певицами, из-за чего очень страдала его жена.
Замечательная красавица — поклонники говорили о ней, что Дженни «больше похожа на пантеру, чем на женщину» — в юности работала редактором в журнале. Предполагают, что подобное изящество было результатом смешения кровей — Холлы настаивали, что в их жилах течет кровь ирокезов. (Никаких документальных подтверждений этого факта не обнаружено). А в 1993 году в Израиле даже появилась публикация, в которой утверждалось, что Леонард Джером, отец Дженни, был евреем, сменившим свою фамилию с Якобсон — данное утверждение не является истиной, так как линия Джеромов прослеживается с 1717 года, когда гугенот-эмигрант Тимоти Джером впервые высадился в США.
Несмотря на то, что Леонарда принимали в высшем обществе Нью-Йорка, про его жену нельзя было сказать того же самого. Поэтому, взяв троих из своих дочерей, в том числе 13-летнюю Дженни, миссис Джером отправилась в Париж, где императрица Евгения (внучка американца) привечала жителей США. Семья жила в Париже до начала франко-прусской войны.

### Брак с Черчиллем

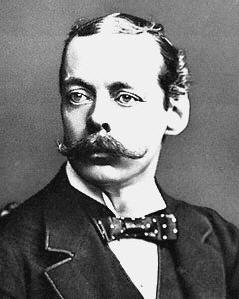
Рэндольф Черчилль

Одна из первых красавиц своего времени, Дженни в первый раз вышла замуж в 1874 году. Её мужем, несмотря на её американское и неаристократичное происхождение оказался лорд Рэндольф Черчилль (1849—1895), третий сын Джона Уинстона Спенсера-Черчилля, 7-го герцога Мальборо. Они познакомились во время королевской регаты в Каусе в августе 1873 года, и между ними стремительно вспыхнула страсть — о помолвке было объявлено через три дня.
Несмотря на возмущение герцога Мальборо, который не одобрял настолько неблагородной и, вдобавок, американской невесты для своего сына («ты выбрал её без присущей тебе рассудительности», «ты сам понимаешь, что для нас несколько унизительно рассматривать возможность подобного родства»), жених и невеста настаивали на своём. Герцог запретил сыну жениться, пока тот не получит места в парламенте, но Рэндольф неожиданно выиграл выборы. Кандидатура Дженни получила неожиданную поддержку принца Уэльского, который после своего путешествия в США составил о них очень высокое мнение (как он потом через много лет говорил Уинстону: «Если бы не было меня, вы бы не появились на свет»). Но и в последний момент свадьбу едва не отменили из-за возражений британскими родственниками жениха по поводу предложения отца невесты, состоявшего в том, что капитал Дженни будет независимым от мужа. В итоге молодая чета получила 3600 фунтов в год, из них 2500 гарантировал отец невесты, он же оплатил долги Рэндольфа в 2000 фунтов.
Наконец, свадьба состоялась 15 апреля 1874 года в Британском посольстве в Париже. В этом браке она получила титул леди Рэндольф Черчилль.
Медовый месяц супруги провели на континенте.

### Дальнейшая жизнь
У пары родилось двое сыновей:

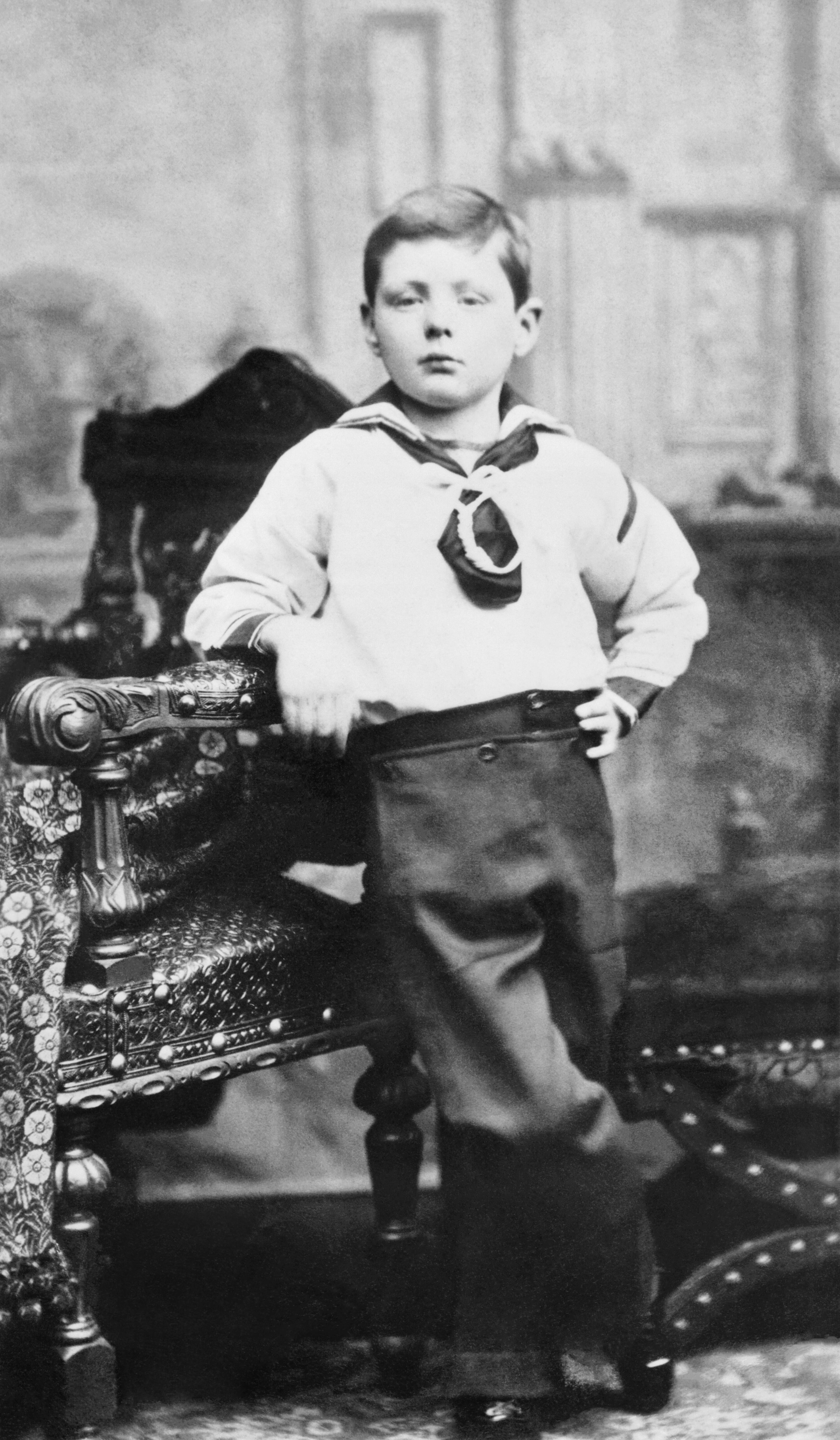
Уинстон Черчилль в возрасте 7 лет

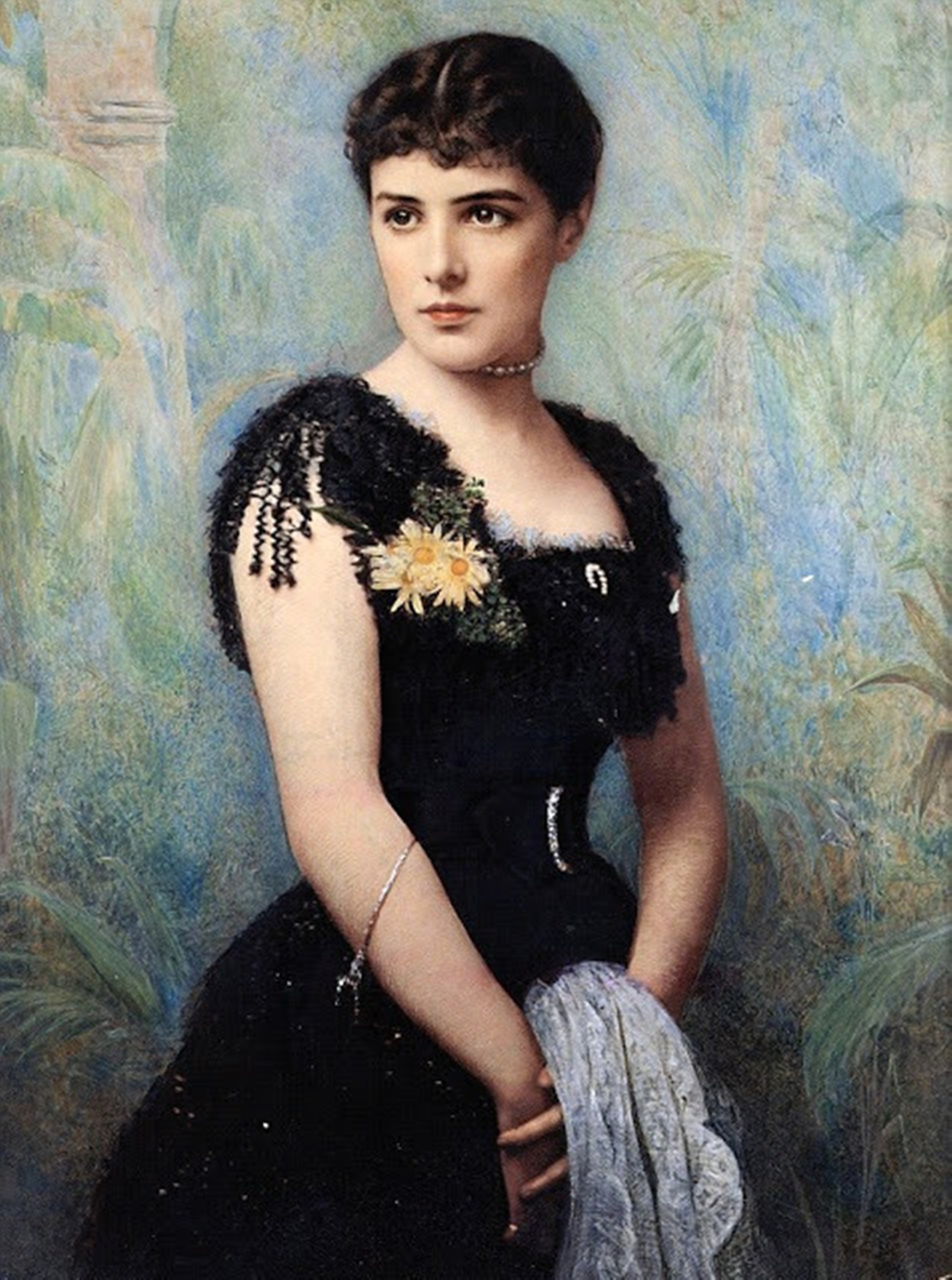
Дженни Черчиль в молодости, ок. 1880 год

1. Уинстон Черчилль (30 ноября 1874—1965)
2. Джон Стрэндж Спенсер-Черчилль (4 февраля 1880—1947)

Уинстон родился меньше чем через 7 с половиной месяцев после свадьбы в резиденции Мальборо Бленхейме, что даёт повод предполагать, что он либо родился недоношенным, либо (какая версия встречается чаще) его родители не стали ждать венчания — «поспешил не Уинстон, а Рэндольф». Легенда гласит, что роды начались после того, как Дженни слишком активно танцевала на балу. Во дворце до сих пор показывают комнату, служившую дамской раздевалкой перед балом, куда едва успела добежать Дженни.
Свадьба Рэндольфа и Дженни была одной из первых американо-британских свадеб, которых станет так много в последующие годы (одной из самых знаменитых подобных невест станет Консуэло Вандербильт, герцогиня Мальборо, соединившая колоссальное состояние с древним титулом). Вернувшись в Лондон, Черчилли поселились на Керзон-стрит, затем перебрались в более просторный дом на Чарлз-стрит. Они зажили на широкую ногу и вскоре залезли в долги. Супруги устраивали великолепные приёмы, на которых бывал и принц Уэльский, стали заметными фигурами в светском обществе британской столицы.
Как это было принято в то время, Дженни не заботилась о своих детях, оставив этот труд многочисленным няням, таким, как любимая Уинстоном миссис Эверест. В то же время, старший сын всю жизнь необыкновенно обожал мать, писал ей из школы бесчисленные письма, умоляя его навестить — что она делала редко. Но зато после того, как сын вырос, они стали крепкими друзьями и союзниками, а Уинстон указывал, что Дженни для него, более чем мать или сестра — политический ментор.
Это была принцесса, фея. Она сверкала и излучала свет подобно звезде. (Черчилль о матери)
Долгое время утверждалось, что отцом её второго сына, смуглого и красивого Джона (Джека) был не Рэндольф, а ирландский аристократ полковник Джон Стрэндж Джослин, 5-й граф Роден (1823—1897), с которым, как считается, у неё был роман. Тем не менее, кажется спорным, что Дженни могла окрестить ребёнка от внебрачной связи именем его биологического отца. Кроме того, указывают, что предполагаемому любовнику на тот момент было 56 лет, а леди Черчилль - всего 25, и ребёнок родился до отмеченного многими охлаждения отношений Дженни и Рэндольфа.

### Любовные и политические связи
Второй сын Дженни родился, пока супруги находились в негласном изгнании в Ирландии, куда их отправили за неподобающее поведение Рэндольфа, и он был вынужден служить секретарём своего отца, вице-короля Ирландии. (Рэндольф поспорил с принцем Уэльским, вступившись за своего старшего брата, вмешавшегося в чужую любовную связь. Принц Берти объявил, что не будет бывать в домах, где принимают Черчиллей). Прошло семь лет, прежде чем принц прервал этот остракизм и пришёл на обед в их дом.
В 1880 году Черчилли вернулись в Лондон. Пребывание в Ирландии способствовало формированию политической позиции Рэндольфа — он стал сторонником гомруля, и, вернувшись в Англию, стал активно заниматься политикой. Дженни также стала ею интересоваться. Леонард Джером в это время начал испытывать крупные финансовые потери и больше не мог поддерживать дочь деньгами также, как раньше.
Обладая сильным характером, Дженни быстро заняла место в высшем светском и политического обществе, став респектабельной и влиятельной фигурой. Её описывали как умного, остроумного и жизнерадостного человека. Дженни помогала Рэндольфу в его карьере, поддерживая его в начинаниях. Дженни оказалась среди создательниц знаменитой «Лиги первоцвета» — первого женского политического клуба. Она стояла за сценой и даже писала многие из его речей — этот союз был крепок, несмотря на то, что примерно с 1886 года между супругами наблюдается охлаждение той пылкой страсти, из-за которой они поженились, и они превращаются просто в товарищей. С этого времени Дженни начинает вести свободную личную жизнь, независимую от мужа. В обществе также широко обсуждается привычка Рэндольфа отправляться в длительные путешествия вместе с друзьями-мужчинами, вдобавок, приблизительно с этого времени у него открывается сифилис, который, как считают, и свёл его в могилу.

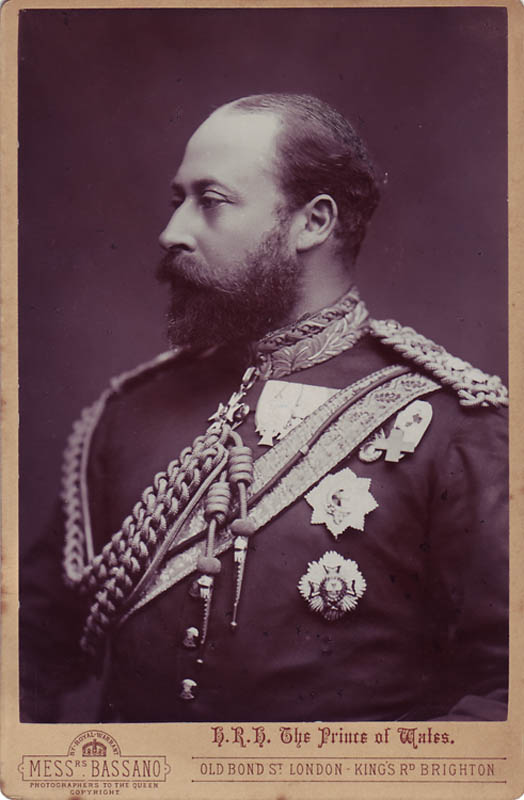
«Принц Берти», будущий Эдуард VII

Своими семейными связями и внебрачными романтическими отношениями Дженни во многом помогла политическим карьерам супруга и сына. На протяжении своей семейной жизни Дженни имела несколько любовников — (помимо Берти, принца Уэльского, в их число входили граф Карл Андреас Кински (чешский аристократ), король Сербии Милан I Обренович, сэр Уильям Гордон-Камминг, граф де Брейтель), причём не скрывая их наличие от мужа. Неопровержимых доказательств интимных отношений между Дженни и будущим королём нет, не считая обширной, подчас фривольной, но не компрометирующей переписки.
Рэндольф занимался политической карьерой, но его здоровье ухудшилось. Он получил кресло министра финансов, но ушёл в отставку. В 1887 году супруги предпринимают путешествие в Россию. В 1891 году Рэндольф отправляется в длительную поездку по Южной Африке, а у Дженни появляется новый поклонник — атташе посольства Австрии граф Кински, который моложе её на 4 года. В 1893 году подросший Уинстон поступает в военное училище Сэндхерст. Физическое состояние Рэндольфа ухудшается.
Дженни не покинула мужа, когда он умирал, проявляя трогательную преданность к своему старому соратнику. Дженни отправилась с ним в кругосветное путешествие, во время которого они были вынуждены остановиться в Мадрасе. Супруги вернулись в Лондон накануне Нового года, и Рэндольфа отвезли домой к его матери, где 24 января 1895 года он скончался в возрасте 45 лет. Записанный диагноз гласил «общий паралич», хотя, скорее всего, это была последняя стадия сифилиса.
Тогда же граф Кински, с которым Дженни связывали тесные отношения, предпочёл жениться на девушке младше её на 20 лет, чем оскорбил леди Черчилль. В 1899—1900 годах, чтобы занять себя, Дженни воскресила своё старое занятие и начала издавать роскошный журнал «The Anglo-Saxon Review». В этот период Дженни сближается с повзрослевшим старшим сыном, с которым они вместе борются с финансовыми трудностями: «мы трудились теперь вместе, на равных, скорее как брат и сестра, а не как мать и сын», напишет он позже.

### Второй и третий брак

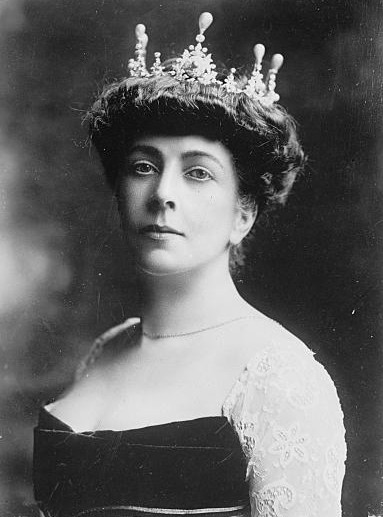
Дженни в 1913 году

Через пять лет вдовства, 28 июля 1900 года 46-летняя Дженни вышла замуж за ровесника её сына Уинстона — Джорджа Корнуоллиса-Уэста, (1874—1951) красавца капитана Шотландской гвардии. Семья жениха была так шокирована, что не явилась на церемонию. Клан Черчиллей, несмотря на своё не менее скептическое отношение к данному браку, поддержал невесту, а герцог Мальборо вёл вдову своего дяди к алтарю. 12-летнюю семейную жизнь пары будут омрачать финансовые трудности — у Дженни росли долги, а Джорджа отец лишил наследства.
В эти годы она стала хорошо известна благодаря своим трудам по снаряжению госпиталя-корабля для пострадавших на Англо-бурской войне, где в это время находится Уинстон. В 1908 году Дженни написала «The Reminiscences of Lady Randolph Churchill». В том же году 33-летний Уинстон, продвигаясь в своей политической карьере, получил пост министра торговли и женился на Клементине Хозиер, мать которой, леди Бланч, была близкой подругой Дженни.
Дженни и Корнуоллис-Уэст начали жить раздельно с 1912 года, а развод последовал в апреле 1914 года. Корнуоллис-Уэст после этого вступил в брак со знаменитой актрисой Стеллой Кэмпбелл.
1 июня 1918 года заключён третий брак 64-летней Дженни и 41-летнего колониального чиновника Монтегю Фиппена Порча (1877—1964), члена Британской Гражданской службы в Нигерии (Уинстона он был моложе на 3 года). По окончании Первой мировой войны Порч подал в отставку, а в 1921 году вернулся в Африку в поисках удачи. Дженни говорила, что её «её второй брак был романтичным, но не удачным, а третий удачным, но не романтичным».
Несмотря на смерть Рэндольфа и её повторные браки, Дженни предпочитала именоваться «леди Рэндольф Черчилль», хотя этот титул уже официально ей не принадлежал. Тем не менее, её право на него никто не оспаривал. В эти годы она оказывала активную и чрезвычайно полезную поддержку политической карьере своего сына Уинстона, обратив на его пользу все навыки, заработанные во время работы с Рэндольфом. Для обоих своих молодых мужей она этого делать не стала.

### Смерть
В 1921 году, пока её муж был в Африке, 67-летняя Дженни упала с лестницы в доме друзей в Сомерсете, и сломала щиколотку. Началась гангрена, и левую ногу пришлось ампутировать. Но это не помогло, рана внезапно открылась, произошла потеря крови и вскоре после этого, 9 июня, Дженни скончалась в своём доме в Лондоне, куда её успели перевезти.
Погребена на кладбище церкви Святого Мартина в Блейдоне, рядом с первым мужем и сыновьями.

## В культуре
- 1974 — телефильм "Jennie: Lady Randolph Churchill". В роли Дженни — Ли Ремик.
- 1972 фильм «Юный Уинстон». В роли Дженни — Энн Бэнкрофт.
- Некоторые черты Дженни, а также другой американки, Консуэло Вандербильт, вышедшей замуж за племянника Рэндольфа, 9-го герцога Мальборо, послужили Эдит Уортон образцом для создания персонажа Кончиты Клоссон в романе The Buccaneers (букв. «Пиратки», в русском переводе телефильма — «Красотки») об американках, покоряющих лондонский свет. В экранизации романа 1995 года эту роль играла Мира Сорвино. Кончита Клоссон — красивая, небогатая американка, выходящая замуж за 2-го сына герцога, который из-за своей разгульной жизни в конце концов заболевает сифилисом.
- Влияние образа леди Дженни и её взаимоотношения с сыном-лидером прослеживается в персонаже леди Джессика из «Дюны» Фрэнка Херберта. Впечатление подкрепляет фильм «Дюна» Дэвида Линча, где костюмы и причёски данного персонажа выполнены в эстетике эдвардианской эпохи.

## Городские легенды
- Одна из легенд связывает с именем Дженни создание знаменитого коктейля Манхэттен, который она будто бы придумала в нью-йоркском клубе «Манхеттен» в 1870-х годах, где проходила вечеринка в честь победы Самуэля Л. Тилдена на выборах[17].